# Сокол (комуна)
Сокол (рум. Socol) — комуна у повіті Караш-Северін в Румунії. До складу комуни входять такі села (дані про населення за 2002 рік):
- Базіаш (69 осіб)
- Златіца (723 особи)
- Кимпія (643 особи)
- Пирняура (77 осіб)
- Сокол (789 осіб)

Комуна розташована на відстані 376 км на захід від Бухареста, 63 км на південний захід від Решиці, 100 км на південь від Тімішоари.

## Населення
За даними перепису населення 2002 року у комуні проживала 2301 особа.
Національний склад населення комуни:
| Національність   | Кількість осіб | Відсоток |
| ---------------- | -------------- | -------- |
| серби            | 1140           | 49,5%    |
| румуни           | 993            | 43,2%    |
| чехи             | 106            | 4,6%     |
| угорці           | 28             | 1,2%     |
| цигани           | 21             | 0,9%     |
| німці            | 6              | 0,3%     |
| українці         | 4              | 0,2%     |
| росіяни-липовани | 1              | < 0,1%   |
| болгари          | 1              | < 0,1%   |
| хорвати          | 1              | < 0,1%   |

Рідною мовою назвали:
| Мова       | Кількість осіб | Відсоток |
| ---------- | -------------- | -------- |
| сербська   | 1148           | 49,9%    |
| румунська  | 1014           | 44,1%    |
| чеська     | 109            | 4,7%     |
| угорська   | 24             | 1,0%     |
| українська | 3              | 0,1%     |
| німецька   | 3              | 0,1%     |

Склад населення комуни за віросповіданням:
| Релігія                                       | Кількість осіб | Відсоток |
| --------------------------------------------- | -------------- | -------- |
| православні                                   | 1900           | 82,6%    |
| п'ятдесятники                                 | 166            | 7,2%     |
| римо-католики                                 | 144            | 6,3%     |
| баптисти                                      | 70             | 3,0%     |
| лютерани                                      | 7              | 0,3%     |
| лютерани (Синодально-пресвітеріанська церква) | 4              | 0,2%     |
| не релігійні                                  | 3              | 0,1%     |
| реформати                                     | 1              | < 0,1%   |
| адвентисти                                    | 1              | < 0,1%   |